# Останино (муниципальное образование Алапаевское)
Останино — село в муниципальном образовании Алапаевское Свердловской области России.

## География
Село расположено на открытой местности, на левом берегу реки Нейвы, к северо-востоку от Екатеринбурга, к востоку от Нижнего Тагила, в 20 км на северо-восток от города Алапаевска (по шоссе 30 км). Вдоль северо-западной окраины проходит автодорога регионального значения 65К-0110000 Верхняя Синячиха — Ирбит. Вблизи села находится крупное месторождение гипса.
Часовой пояс
Останино, как и вся Свердловская область, находится в часовой зоне МСК+2. Смещение применяемого времени относительно UTC составляет +5:00.

## История
Село было основано в 1621 году как форпост при заселении русскими Алапаевского уезда.

## Население
| 2002 | 2010 |
| ---- | ---- |
| 440  | ↗451 |

Структура
По данным переписи 2002 года национальный состав следующий: русские — 98 %. По данным переписи 2010 года в селе было: мужчин — 212, женщин — 239.

## Инфраструктура
В селе действуют два православных храма: церковь «Александра Невского» и церковь «Всех Святых»; работают клуб (культурно-досуговый центр), библиотека, школа, детский сад, два фельдшерско-акушерских пункта, пожарный пост, почтовое отделение и несколько магазинов.
До села можно добраться на автобусе из Алапаевска, Верхней Синячихи и Ирбита.

## Промышленность
- СПХК «Путиловский»
- КХ Немытова.